# Жодино (станция)
Жо́дино (бел. Жодзіна) — железнодорожная станция Минского отделения Белорусской железной дороги на линии Минск — Орша между остановочными пунктами Жодино-Южное и Пролетарская Победа. Расположена в центре города Жодино Минской области.

## История
Станция сформировалась в 1871 году на построенном в 1870—1871 годах железнодорожном участке Московско-Брестской железной дороги от Смоленска до Бреста (с 1912 года — Александровская железная дорога). В 1877—1879 годах на железнодорожной линии появились вторые пути. 1 июля 1896 года Московско-Брестская железная дорога, а вместе с ней и железнодорожная станция были выкуплены государством.
Изначально, станция являлась малодеятельной, располагавшись в деревне Жодино (с 1963 года — город). Новая эпоха для станции началась в 1948 году с началом возведения в Жодино Белорусского автомобильного завода, который стал основным предприятием обслуживаемым станцией, в 1951 году станция стала обслуживать и возведённую рядом теплоэлектроцентраль (ТЭЦ). В 1974 году станция была электрифицирована переменным током (~25 кВ) в составе участка Минск — Борисов.

## Инфраструктура
Станция является крупной промежуточной станцией на линии Минск — Орша с железнодорожным вокзалом, билетными кассами и путевым развитием.
Путевое развитие станции насчитывает более десяти путей, от станции идут множественные ответвления к Белорусскому автомобильному заводу, Жодинской ТЭЦ, Кузнечному заводу тяжёлых штамповок, ООО «Илмакс», ОАО «Свитанак» и ОАО «Пилостройматериалы». На станции осуществляются приём и выдача грузов, допускаемых к хранению на открытых площадках, на железнодорожных путях необщего пользования и приём и выдача грузов, требующих хранения в крытых складах. Для обслуживания грузов на станции имеются крытый грузовой склад площадью 228,6 м² (в собственности ТЛЦ «Минск») и высокая грузовая платформа у пути № 14 с одновременной выгрузкой (погрузкой) двух вагонов.
Для обслуживания пассажиров на станции имеется здание пассажирского вокзала с залом ожидания и билетными кассами (касса № 1 работает круглосуточно, № 2 — с 7 до 19 часов). Для посадки-высадки пассажиров используются три низкие платформы длиной от 240 до 270 метров, две платформы — островные, одна, расположенная на пути в направлении Орши — береговая. Выходы со станции ведут к Партизанской и Комсомольской улице.

## Пассажирское сообщение
На станции ежедневно совершают остановку поезда региональных линий эконом-класса, бизнес-класса (пригородного сообщения) и электропоезда межрегиональных линий (дальнего следования).
Электропоезда региональных линий следуют от Жодино до станций Борисов (8 пар поездов), Орша-Центральная (5 пар поездов), Крупки (4 пары), некоторые нерегулярные рейсы оборачиваются на станции, другие — следуют до станции Славное. Время в пути до Орши составляет — 2 часа 40 минут, до Борисова — 21 минута и до станции Минск-Пассажирский — 1 час 19 минут.
На станции совершают остановку поезда региональных линий бизнес-класса, следующие по маршруту «Минск — Орша» (4 пары поездов в сутки), один поезд межрегиональных линий бизнес-класса по маршруту «Гродно — Орша» и две пары поездов по маршруту «Витебск — Гродно».
Железнодорожная станция расположена в географический центральной части города, в жилом массиве застроенном в основном усадебной застройкой, из-за чего основные жилые микрорайоны обслуживаются остановочным пунктом Жодино-Южное. На выходе со станции останавливаются автобусные маршруты городского сообщения, а также маршрутное такси до Смолевичей.